# Sawadaea
Sawadaea Miyabe – rodzaj grzybów z rodziny mączniakowatych (Erysiphaceae).

## Systematyka i nazewnictwo
Pozycja w klasyfikacji według Index Fungorum
Erysiphaceae, Helotiales, Leotiomycetidae, Leotiomycetes, Pezizomycotina, Ascomycota, Fungi.
Gatunki występujące w Polsce
- Sawadaea aesculi R.Y. Zheng & G.Q. Chen 1980
- Sawadaea bifida V.P. Heluta 1990
- Sawadaea bicornis (Wallr.) Homma 1937
- Sawadaea bomiensis R.Y. Zheng & G.Q. Chen 1980
- Sawadaea koelreuteriae (I. Miyake) H.D. Shin & M.J. Park 2011
- Sawadaea kovaliana V.P. Heluta 1990
- Sawadaea nankinensis (F.L. Tai) S. Takam. & U. Braun 2008
- Sawadaea polyfida (C.T. Wei) R.Y. Zheng & G.Q. Chen 1980
- Sawadaea tulasnei (Fuckel) Homma 1937
- Sawadaea zhengii Y. Nomura 1997

Nazwy naukowe na podstawie Index Fungorum. 